# العلاقات الكندية الليبية
العلاقات الكندية الليبية هي العلاقات الثنائية التي تجمع بين كندا وليبيا.

## مقارنة بين البلدين
هذه مقارنة عامة ومرجعية للدولتين:
| وجه المقارنة                                              | كندا                     | ليبيا                                       |
| --------------------------------------------------------- | ------------------------ | ------------------------------------------- |
| المساحة (كم2)                                             | 9.98 مليون               | 1.76 مليون                                  |
| عدد السكان (نسمة)                                         | 35.70 مليون              | 6.37 مليون                                  |
| الكثافة السكانية (ن./كم²)                                 | 3.58                     | 3.62                                        |
| العاصمة                                                   | أوتاوا                   | طرابلس                                      |
| اللغة الرسمية                                             | لغة إنجليزية، لغة فرنسية | اللغة العربية، اللغة العربية الفصحى الحديثة |
| العملة                                                    | دولار كندي               | دينار ليبي                                  |
| الناتج المحلي الإجمالي (بليون دولار)                      | 1.65 تريليون             | 50.98 مليار                                 |
| الناتج المحلي الإجمالي (تعادل القوة الشرائية) بليون دولار | 1.59 تريليون             | 69.32 مليار                                 |
| الناتج المحلي الإجمالي الاسمي للفرد دولار أمريكي          | 43.25 ألف                |                                             |
| الناتج المحلي الإجمالي للفرد دولار أمريكي                 | 45.07 ألف                | 15.60 ألف                                   |
| مؤشر التنمية البشرية                                      | 0.913                    | 0.724                                       |
| رمز المكالمات الدولي                                      | +1                       | +218                                        |
| رمز الإنترنت                                              | .ca                      | .ly                                         |
| المنطقة الزمنية                                           |                          | ت ع م+02:00، توقيت شرق أوروبا               |

## منظمات دولية مشتركة
يشترك البلدان في عضوية مجموعة من المنظمات الدولية، منها:
| علم المنظمة | اسم المنظمة                        | تاريخ انضمام كندا | تاريخ انضمام ليبيا |
| ----------- | ---------------------------------- | ----------------- | ------------------ |
|             | الاتحاد الدولي للاتصالات           | 1 يوليو 1908      | 3 فبراير 1953      |
|             | مؤسسة التنمية الدولية              | 24 سبتمبر 1960    | 1 أغسطس 1961       |
|             | منظمة حظر الأسلحة الكيميائية       | ?                 | ?                  |
|             | يونسكو                             | 4 نوفمبر 1946     | 27 يونيو 1953      |
|             | الأمم المتحدة                      | 9 نوفمبر 1945     | 14 ديسمبر 1955     |
|             | وكالة ضمان الاستثمار متعدد الأطراف | 12 أبريل 1988     | 5 أبريل 1993       |
|             | البنك الدولي للإنشاء والتعمير      | 27 ديسمبر 1945    | 17 سبتمبر 1958     |
|             | البنك الإفريقي للتنمية             | ?                 | ?                  |
|             | الاتحاد البريدي العالمي            | ?                 | ?                  |
|             | مؤسسة التمويل الدولية              | 20 يوليو 1956     | 18 سبتمبر 1958     |
|             | منظمة الشرطة الجنائية الدولية      | ?                 | ?                  |

## وصلات خارجية
- موقع وزارة الخارجية الكندية
- موقع وزارة الخارجية الليبية